# Vologase I
Vologase I (in partico 𐭅𐭋𐭂𐭔, trasl. Walagash) (1 – 78) fu re dei Parti dal 51 alla sua morte.
Figlio e successore di Vonone II, al potere nel 51, seguito di più di un quarto di secolo al potere gli successe il figlio minore Pacoro II, che continuò la sua politica.

## Nome
Vologase è la versione greca e latina derivante dal partico Walagaš (𐭅𐭋𐭂𐭔). Il nome è attestato anche in persiano moderno come Balāsh e in medio persiano come Wardākhsh (scritto anche Walākhsh). L'etimologia del nome non risulta chiara, anche se Ferdinand Justi propone che Walagaš, la versione più antica del nome, sia un composto dei termini "forza" (varəda) e "bello" (gaš o geš in persiano moderno).

## Biografia

### Origini
Vologase era figlio di Vonone II, un principe dei Parti che governò la regione della Persia settentrionale dell'Atropatene, e forse successivamente dell'intero impero partico per alcuni mesi. La madre di Vologase era una concubina greca facente parte dell'harem della famiglia regnante. Il nome del ramo arsacide stabilito da Vologase I fu definito dallo storico moderno Marek Jan Olbrycht quello dei «Vologasidi» o «Casato di Vologase I», che governò l'impero dei Parti dal 51 fino all'autunno del 224.

### Regno

#### Invasione dell'Armenia

Mappa dei confini tra l'impero partico e quello romano

Vologase divenne il nuovo sovrano dei Parti nel 51 e, sin da subito, cercò di continuare le politiche dell'importante vecchio re Artabano II (regnante dal 12 al 38/41), ragion per cui uno dei suoi primi obiettivi riguardò il rafforzamento delle regioni strategicamente e politicamente instabili dell'impero che erano state per decenni scosse da guerre con i romani. Egli concesse il regno di Media Atropatene al fratello maggiore Pacoro, mentre il trono d'Armenia, più importante da un punto di vista politico, spettò al fratello minore di Vologase, Tiridate, dopo un'invasione dei Parti avvenuta nella regione nel 53.
Vologase riteneva che la sua invasione fosse giustificata a causa della recente usurpazione del trono armeno da parte del principe iberico Radamisto, da lui considerata una violazione della precedente intesa stipulata tra Roma e Ctesifonte con riferimento alla sorte politica dell'Armenia. La mancanza di risorse e un'epidemia invernale costrinsero Vologase a ritirare le sue truppe dall'Armenia, consentendo a Radamisto di far ritorno e di reprimere la popolazione locale, ritenuta ingrata; in breve tempo, alcuni di essi si ribellarono e aiutarono Tiridate a ripristinare la sua autorità. Radamisto stesso tornò in Iberia e fu presto condannato a morte da suo padre, Farasmane I, per la sua cospirazione; così, il sovrano dimostrò la sua fedeltà a Roma.

#### Guerra con Roma

Svolgimento del conflitto durante i primi due anni di guerra, durante i quali Corbulone invase e conquistò l'Armenia

Insoddisfatto della riconquista dell'Armenia ad opera dei guerrieri parti, nel 54 l'imperatore romano appena salito al potere, Nerone, inviò il suo generale Corbulone per ripristinare l'autorità latina nella regione. Vologase non poté aiutare suo fratello, a causa della ribellione di suo figlio Vardane II e di una successiva rivolta esplosa nella provincia orientale dell'impero, l'Ircania. Supportato da Vologase, Tiridate inviò delle truppe d'assalto con l'intenzione di razziare i romani con attacchi su piccola scala nel 58. Corbulone decise di contrastare il suo avversario adoperando la medesima tattica. Incoraggiò inoltre i re-clienti romani Antioco IV di Commagene, Farasmane I e le tribù dei Moschi, riuscendo a far sì che colpissero le aree periferiche dell'Armenia.
La lealtà della popolazione armena si divise tra le due potenze contendenti, sebbene nel complesso preferissero il dominio di Ctesifonte, in quanto maggiormente tollerante e con una cultura più simile a quella partica. Corbulone conquistò la capitale e principale centro commerciale armeno di Artaxata, la quale finì rasa al suolo. L'anno successivo, nel 59, il generale conquistò Tigranocerta, nell'Armenia meridionale, dove trascorse l'inverno con le sue legioni. Tiridate approfittò della situazione per raggiungere l'Armenia settentrionale passando da Atropatene. Tuttavia, nella primavera del 60, fu costretto a ritirarsi ancora una volta per via dell'aggressività delle forze romane.

Gli ultimi anni della guerra romano-partica: le incursioni di Tigrane nel territorio partico provocarono un contrattacco che culminò con la resa dell'esercito romano guidato da Peto

Nerone nominò un principe della Cappadocia di nome Tigrane sul trono armeno. Il nuovo sovrano, assistito da un grande contingente romano, si convinse a compiere degli attacchi e, nel 61, prese di mira le zone di confine di Adiabene, un regno vassallo di Ctesifonte. Il monarca adiabenico, Monobaz II, compreso Tiridate, protestò dinanzi all'intera corte partica, lamentando che Vologase non aveva fatto abbastanza per proteggere i suoi sudditi.
Questa situazione finì per sortire numerosi effetti e metteva in pericolo i rapporti tra Vologase e i suoi sudditi. Nel corso di una celebrazione pubblica, Vologase appoggiò gli appelli di Tiridate e gli pose sul capo il diadema reale. Nominò inoltre un certo nobile di nome Monaese come comandante di una forza dei Parti che includeva contingenti provenienti da Adiabene. Monaese fu mandato in Armenia, dove assediò Tigranocerta nel 62; la città era stata irrobustita in maniera sensibile ed era stata ulteriormente rinforzata da due legioni. I tentativi partici di espugnare la città si rivelarono infruttuosi, con i contingenti adiabeni che subirono pesanti perdite.
Felice per la vittoria, Corbulone inviò un messaggero da Vologase, che si era accampato con la sua corte a Nisibi, vicino a Tigranocerta e al confine romano-partico. Il fallito assedio e la carenza di foraggio per la sua cavalleria costrinsero Vologase ad accettare di ritirare Monaese dall'Armenia. Allo stesso tempo, tuttavia, anche i romani lasciarono l'Armenia, evento che, secondo lo storico contemporaneo Tacito, sollevò sospetti sulla reale strategia di Corbulone; alcune malelingue diffusero la voce secondo cui si giunse a un accordo di ritirata reciproca e che il generale non fosse disposto a rischiare la sua reputazione proseguendo la guerra. Ad ogni modo, fu disposta una tregua e un'ambasciata dei Parti fu inviata a Roma. I negoziati non terminarono con un accordo e la guerra riprese nella primavera del 62.
Roma decise quindi di ripristinare la propria autorità sull'Armenia rivolgendosi a Lucio Cesennio Peto, governatore della Cappadocia. Peto si dimostrò tuttavia un comandante incapace e subì un'umiliante sconfitta nella battaglia di Rhandeia del 62, perdendo le legioni della XII Fulminata comandata da Calvisio Sabino e della IIII Scythica comandata da Lucio Funisulano Vettoniano. Il comando delle truppe tornò dunque in capo a Corbulone che, l'anno successivo, condusse un nutrito esercito nella Melitene e poi in Armenia, eliminando tutti i governatori locali da lui sospettati di avere simpatie partiche. Alla fine, a Rhandeia, Corbulone e Tiridate I si incontrarono per stipulare un accordo di pace. La posizione di Rhandeia appariva adatta a entrambe le controparti, con Tiridate I che si riteneva convinto di poter battere nuovamente i romani in quel luogo e Corbulone che sperava di cancellare l'onta della passata sconfitta. Quando Tiridate I arrivò all'accampamento romano si tolse il diadema reale e lo pose a terra vicino a una statua di Nerone, accettando di riceverlo indietro solo da Nerone nell'Urbe. Tiridate I fu riconosciuto come re vassallo dell'Armenia; una guarnigione romana rimase nella regione in modo permanente, a Sofene, mentre Artaxata sarebbe stata ricostruita. Corbulone lasciò il genero Lucio Annio Vinicio ad accompagnare Tiridate I a Roma per attestare la propria fedeltà a Nerone.
Dopo la visita di Tiridate a Roma, Nerone convocò più volte Vologase I a Roma, ma quando il numero di inviti divenne eccessivo, il sovrano di Ctesifonte inviò la seguente risposta: «È molto più facile per te che per me attraversare una così grande massa d'acqua. Pertanto, se verrai in Asia, potremo incontrarci».

### Ultimi anni
In cuor suo, Vologase I era ancora soddisfatto della situazione politica dell'Armenia e onorò la memoria di Nerone, benché fosse in buoni rapporti anche con Vespasiano, al quale offrì un esercito di 40.000 arcieri a cavallo durante la prima guerra giudaica. Subito dopo gli Alani, un gruppo di tribù nomadi situate al di là del Caucaso invase l'Atropatene e l'Armenia; Vologase chiese invano aiuto a Vespasiano, ma non ottenne alcun risultato significativo. Gli Alani si ritirarono rapidamente portando con sé un grande bottino ottenuto dopo aver saccheggiato l'Armenia e la Media Atropatene. Vologase I morì in seguito nel 78 e gli successe suo figlio Pacoro II.

## Politica

### Monetaria

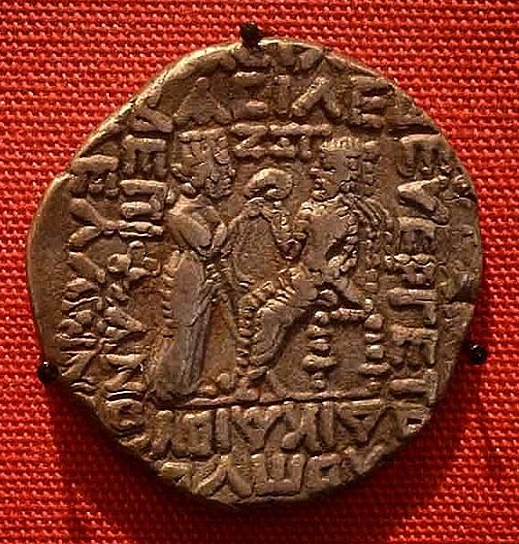
Tetradramma d'argento di Vologase I rivolto a sinistra, ricevendo un diadema da una delle divinità persiane femminili (yazata) Anahita o Ashi, in piedi con uno scettro

Vologase fu il primo sovrano arsacide a vantare delle iscrizioni in alfabeto e scrittura partica sulle sue monete, a fianco all'ormai quasi desueto greco. L'impiego delle formule in alfabeto greco sui denari partici rimase in uso fino al crollo dell'impero. Sulla parte posteriore delle sue tetradramme d'argento, viene elevato alla carica di re e investito da una divinità femminile, che rappresenta una delle divinità femminili persiane (yazata) Anahita o Ashi. Entrambe queste divinità sono strettamente legate alla khvarenah ("Gloria divina") reale.

### Commerciale
Vologase si propose in ambito economico di raggiungere l'obiettivo perseguito da Artabano II, in quanto di stabilire una rotta commerciale lunga e ben strutturata che attraversasse l'Asia orientale, l'India e la costa del Mar Mediterraneo. La necessità di costituire una simile tratta era banalmente stimolata dal fatto che l'economia dell'impero partico ne avrebbe risentito positivamente. Allo scopo di raggiungere questo obiettivo, Vologase si assicurò di tessere relazioni pacifiche con altre potenze confinanti o più lontane dal suo territorio, in particolare la dinastia Han, collocata in Cina. Vologase cercò di imporre la sua autorità sulle entrate commerciali di Seleucia, rivelandosi implacabile contro le élite elleniche che si opponevano alla sua politica restrittiva. Il sovrano partico fondò la città di Valashabad (nelle fonti greche Vologesocerta), nelle vicinanze di Ctesifonte e Seleucia, con l'intenzione di frammentare il monopolio greco in ambito economico.

### Religiosa
Vologase è ritenuto una figura importante in zoroastrismo. Secondo un compendio zoroastriano redatto in medio persiano del X secolo, il Denkard ("Atti religiosi"), Vologase ordinò ai suoi sudditi di salvaguardare le varianti dei libri e della scuola avestica, che erano state distrutte o il cui destino era ignoto a seguito delle incursioni e dei saccheggi compiuti dal re macedone Alessandro Magno nel IV secolo a.C.

## Famiglia
| Arancione |

| Giallo |

|  |  |  |  |  |  |  |  |  |  |  |  |  |  |  |  |  |  |  |  |  |  |                      |                      |                       |                       |                       |                       |                       |                       |                       |                       |                       |                       | Vonone II (r. 51)     |                       |  |  |                      |                      |                       |                       |                       |                       |                       |                       |  |  |  |  |                        |                        |                        |                        |                        |                        |  |  |  |  |  |  |                            |                            |                            |                            |                            |                            |  |  |  |  |  |  |  |  |  |  |  |  |  |  |
|  |  |  |  |  |  |  |  |  |  |  |  |  |  |  |  |  |  |  |  |  |  |                      |                      |                       |                       |                       |                       |                       |                       |                       |                       |                       |                       |                       |                       |  |  |                      |                      |                       |                       |                       |                       |                       |                       |  |  |  |  |                        |                        |                        |                        |                        |                        |  |  |  |  |  |  |                            |                            |                            |                            |                            |                            |  |  |  |  |  |  |  |  |  |  |  |  |  |  |
|  |  |  |  |  |  |  |  |  |  |  |  |  |  |  |  |  |  |  |  |  |  |                      |                      |                       |                       |                       |                       |                       |                       |                       |                       |                       |                       |                       |                       |  |  |                      |                      |                       |                       |                       |                       |                       |                       |  |  |  |  |                        |                        |                        |                        |                        |                        |  |  |  |  |  |  |                            |                            |                            |                            |                            |                            |  |  |  |  |  |  |  |  |  |  |  |  |  |  |
|  |  |  |  |  |  |  |  |  |  |  |  |  |  |  |  |  |  |  |  |  |  | Tiridate I d'Armenia | Tiridate I d'Armenia | Tiridate I d'Armenia  | Tiridate I d'Armenia  | Tiridate I d'Armenia  | Tiridate I d'Armenia  |                       |                       | Vologase I (r. 51-78) | Vologase I (r. 51-78) | Vologase I (r. 51-78) | Vologase I (r. 51-78) | Vologase I (r. 51-78) | Vologase I (r. 51-78) |  |  | Pacoro di Atropatene | Pacoro di Atropatene | Pacoro di Atropatene  | Pacoro di Atropatene  | Pacoro di Atropatene  | Pacoro di Atropatene  |                       |                       |  |  |  |  |                        |                        |                        |                        |                        |                        |  |  |  |  |  |  |                            |                            |                            |                            |                            |                            |  |  |  |  |  |  |  |  |  |  |  |  |  |  |
|  |  |  |  |  |  |  |  |  |  |  |  |  |  |  |  |  |  |  |  |  |  | Tiridate I d'Armenia | Tiridate I d'Armenia | Tiridate I d'Armenia  | Tiridate I d'Armenia  | Tiridate I d'Armenia  | Tiridate I d'Armenia  |                       |                       | Vologase I (r. 51-78) | Vologase I (r. 51-78) | Vologase I (r. 51-78) | Vologase I (r. 51-78) | Vologase I (r. 51-78) | Vologase I (r. 51-78) |  |  | Pacoro di Atropatene | Pacoro di Atropatene | Pacoro di Atropatene  | Pacoro di Atropatene  | Pacoro di Atropatene  | Pacoro di Atropatene  |                       |                       |  |  |  |  |                        |                        |                        |                        |                        |                        |  |  |  |  |  |  |                            |                            |                            |                            |                            |                            |  |  |  |  |  |  |  |  |  |  |  |  |  |  |
|  |  |  |  |  |  |  |  |  |  |  |  |  |  |  |  |  |  |  |  |  |  |                      |                      |                       |                       |                       |                       |                       |                       |                       |                       |                       |                       |                       |                       |  |  |                      |                      |                       |                       |                       |                       |                       |                       |  |  |  |  |                        |                        |                        |                        |                        |                        |  |  |  |  |  |  |                            |                            |                            |                            |                            |                            |  |  |  |  |  |  |  |  |  |  |  |  |  |  |
|  |  |  |  |  |  |  |  |  |  |  |  |  |  |  |  |  |  |  |  |  |  |                      |                      |                       |                       |                       |                       |                       |                       |                       |                       |                       |                       |                       |                       |  |  |                      |                      |                       |                       |                       |                       |                       |                       |  |  |  |  |                        |                        |                        |                        |                        |                        |  |  |  |  |  |  |                            |                            |                            |                            |                            |                            |  |  |  |  |  |  |  |  |  |  |  |  |  |  |
|  |  |  |  |  |  |  |  |  |  |  |  |  |  |  |  |  |  |  |  |  |  |                      |                      |                       |                       |                       |                       |                       |                       |                       |                       |                       |                       |                       |                       |  |  |                      |                      |                       |                       |                       |                       |                       |                       |  |  |  |  |                        |                        |                        |                        |                        |                        |  |  |  |  |  |  |                            |                            |                            |                            |                            |                            |  |  |  |  |  |  |  |  |  |  |  |  |  |  |
|  |  |  |  |  |  |  |  |  |  |  |  |  |  |  |  |  |  |  |  |  |  |                      |                      |                       |                       |                       |                       |                       |                       |                       |                       |                       |                       |                       |                       |  |  |                      |                      |                       |                       |                       |                       |                       |                       |  |  |  |  |                        |                        |                        |                        |                        |                        |  |  |  |  |  |  |                            |                            |                            |                            |                            |                            |  |  |  |  |  |  |  |  |  |  |  |  |  |  |
|  |  |  |  |  |  |  |  |  |  |  |  |  |  |  |  |  |  |  |  |  |  |                      |                      | Pacoro II (r. 78-110) | Pacoro II (r. 78-110) | Pacoro II (r. 78-110) | Pacoro II (r. 78-110) | Pacoro II (r. 78-110) | Pacoro II (r. 78-110) |                       |                       |                       |                       |                       |                       |  |  |                      |                      | Vardane II (r. 54-58) | Vardane II (r. 54-58) | Vardane II (r. 54-58) | Vardane II (r. 54-58) | Vardane II (r. 54-58) | Vardane II (r. 54-58) |  |  |  |  | Vologase II (r. 78-80) | Vologase II (r. 78-80) | Vologase II (r. 78-80) | Vologase II (r. 78-80) | Vologase II (r. 78-80) | Vologase II (r. 78-80) |  |  |  |  |  |  | Artabano III (r. 79/80-81) | Artabano III (r. 79/80-81) | Artabano III (r. 79/80-81) | Artabano III (r. 79/80-81) | Artabano III (r. 79/80-81) | Artabano III (r. 79/80-81) |  |  |  |  |  |  |  |  |  |  |  |  |  |  |

### Fonti primarie
- Cassio Dione, Storia romana.
- Giuseppe Flavio, Guerra giudaica.
- Svetonio, Vita di Nerone (PDF), in Vite dei Cesari, traduzione di E. Noseda, Milano, Garzanti, 2004).
- Tacito, Annales.

### Fonti secondarie
- (EN) David Bivar, The Political History of Iran under the Arsacids, in Ehsan Yarshater, The Cambridge History of Iran, 3(1): The Seleucid, Parthian and Sasanian Periods, Cambridge, Cambridge University Press, 1983,  pp. 21-99, ISBN 0-521-20092-X.
- Edward Champlin, Nerone, traduzione di Mario Carpitella, Gius.Laterza & Figli Spa, 2008, ISBN 978-88-58-10172-8.
- (EN) M.L. Chaumont, Armenia and Iran ii. The pre-Islamic period, in Ehsan Yarshater, Encyclopædia Iranica, II/4: Architecture IV–Armenia and Iran IV, Londra e New York, Routledge & Kegan Paul, 1986,  pp. 418-438, ISBN 978-0-71009-104-8.
- (EN) M.L. Chaumont e K. Schippmann, Balāš, Sasanian king of kings, in Encyclopaedia Iranica, III, Fasc. 6, 1988,  pp. 574-580.
- (EN) Vesta Sarkhosh Curtis, Religious iconography on ancient Iranian coins, in Journal of Late Antiquity, Londra, 2007a,  pp. 413-434.
- (EN) Vesta Sarkhosh Curtis, The Iranian Revival in the Parthian Period, in Vesta Sarkhosh Curtis e Sarah Stewart, The Age of the Parthians: The Ideas of Iran, vol. 2, Londra e New York, I.B. Tauris & Co Ltd., 2007b,  pp. 7-25, ISBN 978-1-84511-406-0.
- (EN) Vesta Sarkhosh Curtis, Parthian coins: Kingship and Divine Glory, in The Parthian Empire and its Religions, 2012,  pp. 67-83, ISBN 978-39-40-59813-4.
- (EN) Vesta Sarkhosh Curtis, Ancient Iranian Motifs and Zoroastrian Iconography, in Markus Williams, Sarah Stewart e Almut Hintze, The Zoroastrian Flame Exploring Religion, History and Tradition, I.B. Tauris, 2016,  pp. 179-203, ISBN 978-08-57-72815-9.
- (EN) Edward Dąbrowa, The Parthian Kingship, in History of the Ancient Near East / Monographs, XI, S.A.R.G.O.N. Editrice e Libreria, 2007,  pp. 123-134.
- (EN) Edward Dąbrowa, The Arsacids and their State, XI, 2010,  pp. 21-52.
- (EN) Edward Dąbrowa, The Arsacid Empire, in Touraj Daryaee, The Oxford Handbook of Iranian History, Oxford University Press, 2012, ISBN 978-0-19-987575-7.
- (EN) Edward Dąbrowa, The Parthian Aristocracy: its Social Position and Political Activity, in Parthica, vol. 15, 2013,  pp. 53-62.
- (EN) Edward Dąbrowa, Tacitus on the Parthians, in Electrum, vol. 24, Jagiellonian University in Kraków, 2017,  pp. 171-189, DOI:10.4467/20800909EL.17.026.7508.
- (EN) Edward Dąbrowa, Arsacid Dynastic Marriages, in Electrum, vol. 25, 2018,  pp. 73-83, DOI:10.4467/20800909EL.18.005.8925.
- (EN) Gene Ralph Garthwaite, The Persians, Oxford e Carlton, Blackwell Publishing, Ltd., 2004, ISBN 978-1-55786-860-2.
- (EN) Leonardo Gregoratti, The Parthian Empire: Romans, Jews, Nomads, and Chinese on the Silk Road, in Journal of Late Antiquity, Londra, Cambridge Institutes Press, 2014,  pp. 43-70. URL consultato l'8 agosto 2022 (archiviato dall'url originale il 18 settembre 2021).
- (EN) Leonardo Gregoratti, The Arsacid Empire, in Touraj Daryaee, King of the Seven Climes: A History of the Ancient Iranian World (3000 BCE - 651 CE), UCI Jordan Center for Persian Studies, 2017, ISBN 978-06-92-86440-1. URL consultato l'8 agosto 2022 (archiviato dall'url originale il 6 dicembre 2021).
- (EN) Leonardo Gregoratti, Vologases I, in Roger Bagnall, The Encyclopedia of Ancient History, Leida, John Wiley & Sons, 2018.
- (EN) Mehrdad Kia, The Persian Empire: A Historical Encyclopedia, ABC-CLIO, 2016, ISBN 978-16-10-69391-2.
- (EN) Michał Marciak, Sophene, Gordyene, and Adiabene: Three Regna Minora of Northern Mesopotamia Between East and West, BRILL, 2017, ISBN 978-90-04-35072-4.
- (EN) Marek Jan Olbrycht, Parthian King's tiara - Numismatic evidence and some aspects of Arsacid political ideology, vol. 2, Cracovia, 1997,  pp. 27-61.
- Marek Jan Olbrycht, Vologases I and Pakoros II in Parthia, in Anabasis, vol. 7, 2013,  pp. 280-286.
- (EN) Marek Jan Olbrycht, Arsacid Iran and the nomads of Central Asia – Ways of cultural transfer, in Complexity of Interaction along the Eurasian Steppe Zone in the First Millenium CE, vol. 7, Bonn, Bonn Contributions to Asian Archaeology, 2015,  pp. 333-390.
- (EN) Marek Jan Olbrycht, Dynastic Connections in the Arsacid Empire and the Origins of the House of Sāsān, in The Parthian and Early Sasanian Empires: Adaptation and Expansion, Oxbow Books, 2016, ISBN 978-17-85-70208-2.
- (EN) George Rawlinson, Parthia, Cosimo, Inc., 2007, ISBN 978-16-02-06136-1.
- (EN) Khodadad Rezakhani, Arsacid, Elymaean, and Persid Coinage, in Daniel T. Potts, The Oxford Handbook of Ancient Iran, Oxford University Press, 2013, ISBN 978-01-99-73330-9.
- (EN) Rüdiger Schmitt, Personal Names, Iranian iv. Parthian Period, su Encyclopaedia Iranica, iranicaonline.org.
- (EN) Daniel Schlumberger, Parthian Art, in Ehsan Yarshater, Cambridge History of Iran, vol. 3, Londra e New York, Cambridge University Press, 1983,  pp. 1027-1054, ISBN 978-0-521-20092-9.
- K. Schippmann, Azerbaijan iii. Pre-Islamic History, in Encyclopaedia Iranica, III, Fasc. 2, 1987,  pp. 221-224.
- (EN) M. Rahim Shayegan, Arsacids and Sasanians: Political Ideology in Post-Hellenistic and Late Antique Persia, Cambridge University Press, ISBN 978-05-21-76641-8.